# Вуглеподавач

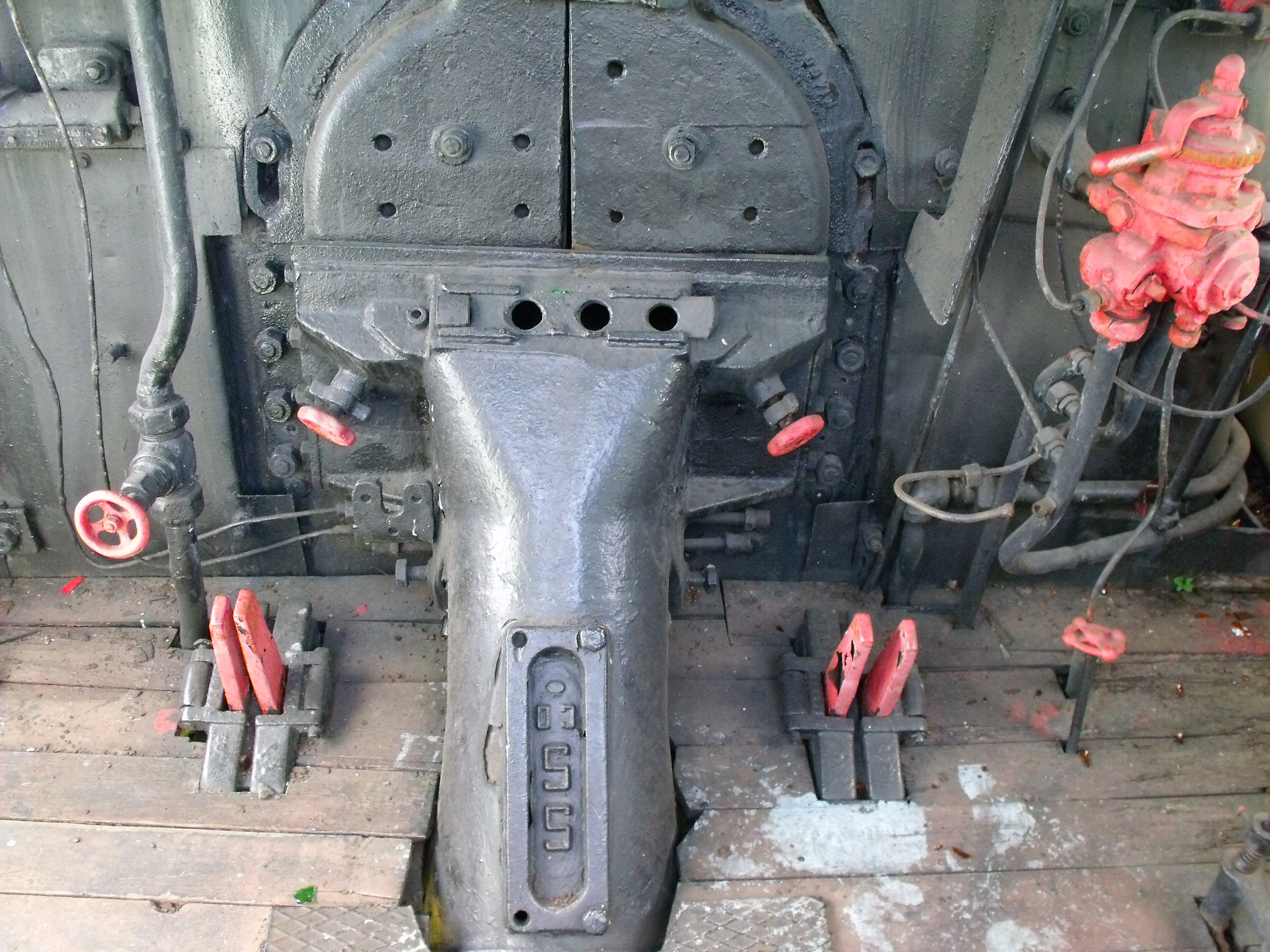
Місце входження живильної труби у паливню.

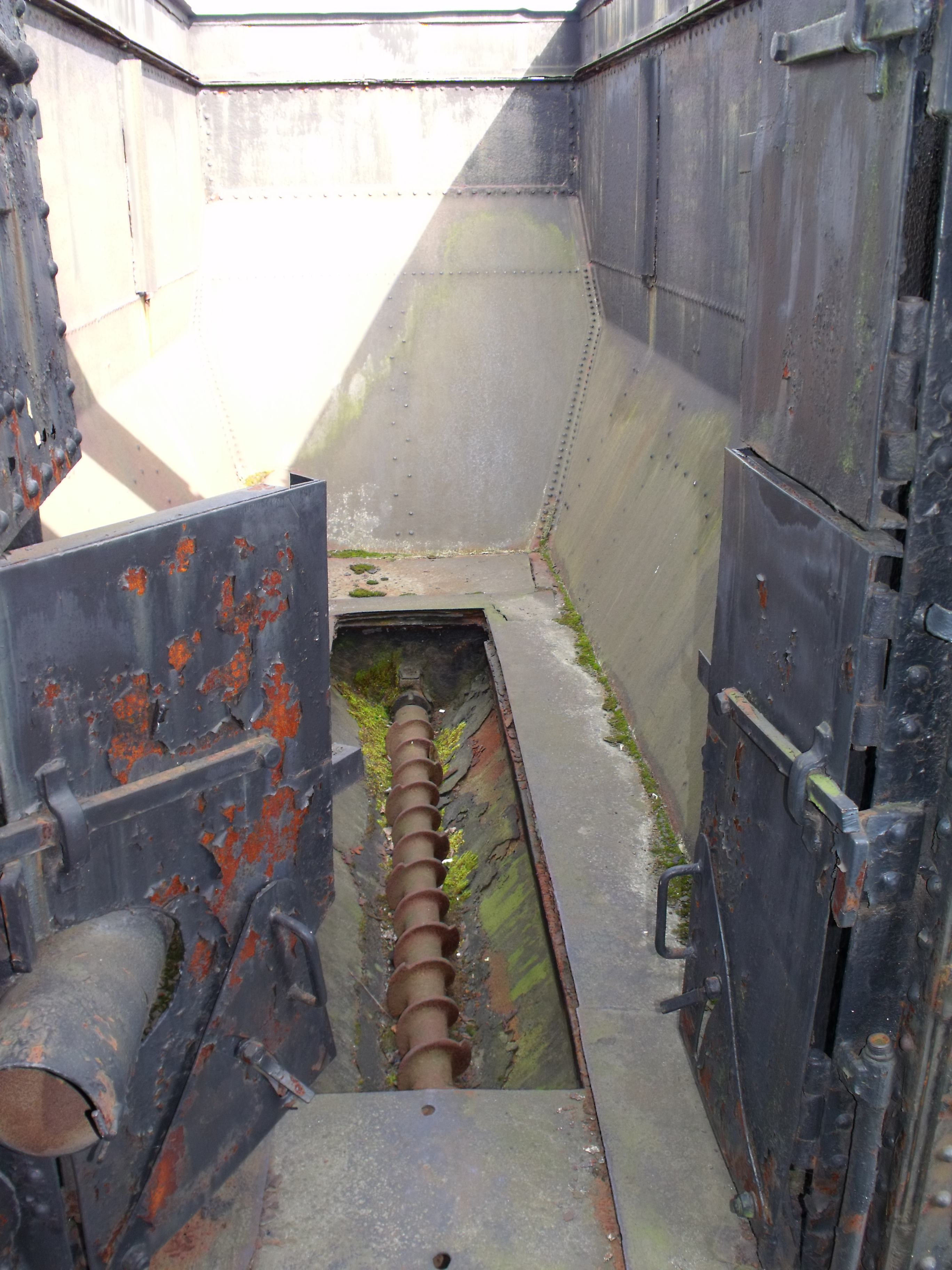
Гвинт вуглеподавача у тендері паровоза.

Вуглеподавач — механізм у тендері паровоза, призначений для подавання вугілля з вугільного ящика тендера до паливничого (шурувального) отвору котла й для розкидування вугілля по решітці топки. Вуглеподавач встановлюють на паровозах з великою площею колосникової решітки, коли витрата вугілля становить 2500 — 3000 кг на годину й ручне опалення паровоза стає неможливим.

## Історія
Поява з розвитком залізничного транспорту все більших і важчих складів вимагало створення потужніших паровозів. Це у свою чергу вимагало інтенсивнішої подачі вугілля у паливню паровоза. Перші спроби створення вуглеподавача були здійснені 1889 року у США. У СРСР перші механічні вуглеподавачі з'явилися на паровозах серії ФД і ИС у 1930-х роках.
Механічний вуглеподавач встановлювався на паровозах Л , ЛВ, Еа , Ем, П36 і ФД. У порядку модернізації вуглеподавачами у 1970-х роках було обладнано певну кількість паровозів СО.
На паровозах Л, ЛВ, Еа, Ем і П36 встановлювався вуглеподавач типу С-3, а на паровозах ФД — вуглеподавач системи П. С. Рачкова, що мав більшу продуктивність.

## Будова
Вуглеподавач типу С-3 складався з таких основних частин: парової машини з повіднею, редуктора, вугільного корита з конвеєрним гвинтом, вуглепровода, що складається з двох труб з конвеєрними гвинтами, розподільчої плити і соплової коробки, розташованих у паливничому отворі.
Парова машина за допомогою карданного вала з'єднана з редуктором. У кориті встановлений великий конвеєрний гвинт, з'єднаний з валом редуктора.
Великий гвинт шарнірно з'єднаний з проміжним валом, розташованим у телескопічній трубі. Телескопічна труба йде від тендера до паровоза, її телескопічність дозволяє компенсувати зміну відстані між паровозом і тендером під час руху. Кінці проміжної труби зроблені у вигляді кульових головок, одна з яких охоплює кульову головку, причеплену до корита, а інша входить у кульову голівку живильної труби. Кульові з'єднання труб дозволяють трубопроводу вільно встановлюватися під час повороту паровоза відносно тендера на кривій і при вертикальних коливаннях паровоза й тендера.
У живильній трубі розміщується живильний гвинт. Верхня розширена частина живильної труби (голівка) причеплена до лобового листа кожуха паливні.
Для подрібнення великих грудок вугілля перед надходженням у вуглепровід у передній частині корита всановлений вуглеподрібнювач. Ззовні ночов приварено кожух, що утворює обігрівальну камеру, куди підводиться пара, що відпрацювала у машині вуглеподавача. Такий обігрів запобігає змерзанню вугілля у кориті взимку. Для запобігання змерзання взимку вугілля у вуглепроводі, на телескопічній трубі також встановлюють кожух і між ним та трубою пропускають пару.